# Onthophagus hayashii
Onthophagus hayashii là một loài bọ cánh cứng trong họ Bọ hung (Scarabaeidae).